# Духовое (Подгоренский район)
Духовое — хутор в Подгоренском районе Воронежской области. Входит в состав Семейского сельского поселения.

## География
Хутор Духовое расположен в 26 км к юго-востоку от центра района — посёлка городского типа Подгоренский, на правом борту суходола, впадающего справа в реку Дон. Возник, вероятно, в конце XVIII - начале XIX веков. В 1859 году в нем было 7 дворов с 33 жителями. В 1900 году хутор считался приписанным к слободе Семейки. Наименование связано с озером Духовое (Духовское) - старицей реки Дон. Название этого непроточного озера, в свою очередь, связано с тем, что зимой в нем "задыхалась" рыба. Природные ресурсы местности и близость Дона издавна привлекала человека: к северо-востоку от хутора на мысе-останце находится городище рубежа II - I тыс. до н.э. Духовое (ранний железный век, скифская культура), на берегу Дона к востоку от хутора сезонно работает база отдыха. Все верховье и правобережье суходола покрыто байрачными лесами: урочища Первая Стенка, Третья Стенка, Духовые Вершины. 

## Население
| 2010 |
| ---- |
| 22   |